# Agrypon polyedricum
Agrypon polyedricum är en stekelart som beskrevs av Wang 1984. Agrypon polyedricum ingår i släktet Agrypon och familjen brokparasitsteklar. Inga underarter finns listade i Catalogue of Life.